# Mami Sasazaki
Mami Sasazaki (japanska: 笹崎麻美), född 21 maj 1990 i Nagoya, är en japansk musiker. Hon är känd som leadgitarrist och sångare i rockbandet Scandal. Hon har tillsammans med Tomomi Ogawa från samma band hiphop-sidoprojektet Dobondobondo.